# Gösta Stoltz
Gösta Stoltz foi um jogador de xadrez da Suécia, com diversas participações nas Olimpíadas de xadrez. Stoltz participou das edições de 1927 a 1937, 1952 e 1954 tendo conquistado quatro medalhas no total. Em participações individuais, conquistou a medalhas de ouro em 1931 no segundo tabuleiro e bronze em 1935 novamente no segundo tabuleiro. Por equipes, conquistou a medalha de prata em 1935 e a de bronze em 1933.

## Biografia
Stoltz jogou algumas partidas com fortes mestres de xadrez. Em 1926, ele perdeu para Mikhail Botvinnik (+0 –1 =1) em uma partida por equipes Estocolmo – Leningrado em Estocolmo. Em 1927, ele empatou com Allan Nilsson (+2 –2 =1) em Gotemburgo (Campeonato Sueco de Xadrez). Em 1930, ele venceu Isaac Kashdan (+3 –2 =1) em Estocolmo. Em 1930, ele perdeu para Rudolf Spielmann (+2–3=1) em Estocolmo. Em 1931, ele venceu Salo Flohr (+4 –3 =1) em Gotemburgo. Em 1931, ele perdeu para Flohr (+1 –4 =3) em Praga. Em 1931, ele empatou com Gideon Ståhlberg (+2 –2 =2) em Gotemburgo. Em 1934, ele perdeu para Aron Nimzowitsch (+1 –2 =3) em Estocolmo. Em setembro de 1935, ele jogou em uma partida Suécia x Alemanha (sistema Scheveningen), e conquistou o 2º resultado individual, atrás de Ståhlberg, em Zoppot (Sopot).
Stoltz jogou pela Suécia em nove Olimpíadas de Xadrez (1927-1937, 1952,1954) e na 3ª Olimpíada de Xadrez não oficial em Munique 1936:
- no quarto tabuleiro (+5 -5 =5) na 1ª Olimpíada em Londres 1927;
- no primeiro tabuleiro (+6 -5 =5) na 2ª Olimpíada de Haia 1928;
- no terceiro tabuleiro (+7 -4 =6) na 3ª Olimpíada de Hamburgo 1930;
- ganhou medalha de ouro individual no segundo tabuleiro (+10 -1 =7) na 4ª Olimpíada de Praga 1931;
- ganhou a medalha de bronze por equipe jogando no segundo tabuleiro (+5 -3 = 6) na 5ª Olimpíada em Folkestone 1933.
- ganhou medalha de prata por equipe e medalha de bronze individual jogando no segundo tabuleiro (+8 -3 =8) na 6ª Olimpíada em Varsóvia 1935;
- no terceiro tabuleiro (+8 -4 =7) em Munique 1936;
- no terceiro tabuleiro (+2 -7 =3) na 7ª Olimpíada de Estocolmo 1937;
- no segundo tabuleiro (+3 -3 =4) na 10ª Olimpíada de Helsinque 1952;
- no terceiro tabuleiro (+0 -0 =2) na 11ª Olimpíada em Amsterdã 1954.[2]

No início de sua carreira internacional, Stoltz empatou em 11-13º em Berlim (BSG) em 1928. O evento foi vencido por Efim Bogoljubow. Em 1930, ele empatou em 2º-3º com Bogoljubow, atrás de Kashdan, em Estocolmo. Em 1931, ele empatou em 4-7º em Bled (Alexander Alekhine venceu). Em 1931/32, ele empatou em 5-8º em Hastings (Flohr venceu). Em 1932, ele venceu em Swinemünde. Em 1933, ele ficou em 2º, atrás de Nimzowitsch, em Copenhague. Em 1934, ele ficou em 3º lugar em Estocolmo (Erik Lundin venceu). Em 1935, ele empatou em 1º lugar com Lindberg em Harnosand. Em 1935, ele ficou em 4º lugar em Örebro (Alekhine venceu). Em 1935, ele empatou em 5-6º em Bad Nauheim (Bogoljubow venceu). Em 1936, ele empatou em 2º-3º com Böök, atrás de Vladimirs Petrovs em Helsinque (Helsingfors). Em 1936, ele ficou em 3º lugar em Helsinque (Lundin venceu). Em 1937, ele empatou em 3º-4º em Estocolmo (Reuben Fine venceu). Em 1938, ele venceu em Estocolmo (SWE-ch). Em 1939, ele ficou em 5º lugar em Estocolmo (SWE-ch, Stahlberg venceu).
Durante a Segunda Guerra Mundial, Stoltz tocou na Suécia e na Alemanha. Em 1940, ele empatou em 4-5º no campeonato de Estocolmo, que foi vencido por Nils Bergqvist). Em setembro de 1941, ele venceu, à frente de Lundin e Alekhine, no torneio de xadrez de Munique 1941 (o 2º Europaturnier). Em junho de 1942, ele ficou em 6º lugar no torneio de xadrez de Salzburgo de 1942 (Alekhine venceu). Em setembro de 1942, ele empatou em 9-10º em Munique (München - Europameisterschaft, Campeonato Europeu). O evento foi vencido por Alexander Alekhine.  Em 1943, ele empatou em 1º lugar com Lundholm em Estocolmo. Em 1943/44, ele ficou em 4º lugar em Estocolmo (Folke Ekström venceu). Em 1944, ele ficou em 3º, atrás de Stig Lundholm e Paul Keres, em Lidköping, (SWE-ch).

Após a guerra, Stoltz jogou em alguns torneios internacionais. Em 1946, ele ficou em 2º, atrás de Albéric O'Kelly de Galway em Beverwijk. Em 1946, ele ficou em 4º lugar em Zaandam (László Szabó venceu). Em 1946, ele empatou em 8-9º no torneio de xadrez de Groningen 1946 (Botvinnik venceu). Em 1946, ele empatou em 2º-3º em Praga (Miguel Najdorf venceu). Em 1947, ele empatou em 1º com Eero Böök em Helsinque (zonal) e empatou uma partida de play-off (+1 –1 =6). Em 1948, ele ficou em 18º em Saltsjöbaden (interzonal). O evento foi vencido por David Bronstein. Em 1948, ele venceu em Estocolmo. Em 1948, ele empatou em 4-5º em Karlovy Vary (Karlsbad) - Mariánské Lázně (Marienbad). O evento foi vencido por Jan Foltys. Em 1950, ele empatou em 9-13º em Bled (Najdorf venceu). Em 1951, ele empatou em 8-9º em Dortmund (O'Kelly venceu). Em 1951, ele empatou em 3º-4º em Mariánské Lázně – Praga (zonal vencido por Luděk Pachman. Em 1952, ele ficou em 16º em Estocolmo (interzonal vencido por Alexander Kotov). Em 1962, ele ficou em 12º em Belgrado (Hermann Pilnik venceu).